# Gonçalo Delgado
Gonçalo Pereira Delgado (Almada, Portugal, 22 de enero de 1998) es un jugador de baloncesto portugués. Su estatura es de 2,04 metros y juega en la posición de ala-pívot y su actual equipo es el Club Melilla Baloncesto de la Liga LEB Oro, cedido por el Bàsquet Girona. Es internacional con la Selección de baloncesto de Portugal.

## Trayectoria
Formado en las categorías inferiores del Sport Lisboa e Benfica, con el que llegó a debutar en la temporada 2017-18.
Más tarde, durante tres temporadas formaría parte del primer equipo del Sport Lisboa e Benfica, participando en la Liga Portuguesa de Basquetebol y en Basketball Champions League.
El 18 de septiembre de 2020, llega a España para jugar en el Zentro Basket Madrid de la Liga LEB Plata.
El 3 de agosto de 2021, firma por el Bàsquet Girona de la Liga LEB Oro.
El 18 de julio de 2022, firma con el Club Melilla Baloncesto, equipo de LEB Oro española, para disputar la temporada 2022-23, cedido por el conjunto gerundense.

## Internacional
Es internacional con la Selección de baloncesto de Portugal. 